# Vals-les-Bains
Vals-les-Bains är en kommun i departementet Ardèche i regionen Auvergne-Rhône-Alpes i sydöstra Frankrike. Kommunen ligger  i kantonen Vals-les-Bains som ligger i arrondissementet Largentière. År 2022 hade Vals-les-Bains 3 479 invånare.

## Befolkningsutveckling
Antalet invånare i kommunen Vals-les-Bains
Referens: INSEE

## Galleri

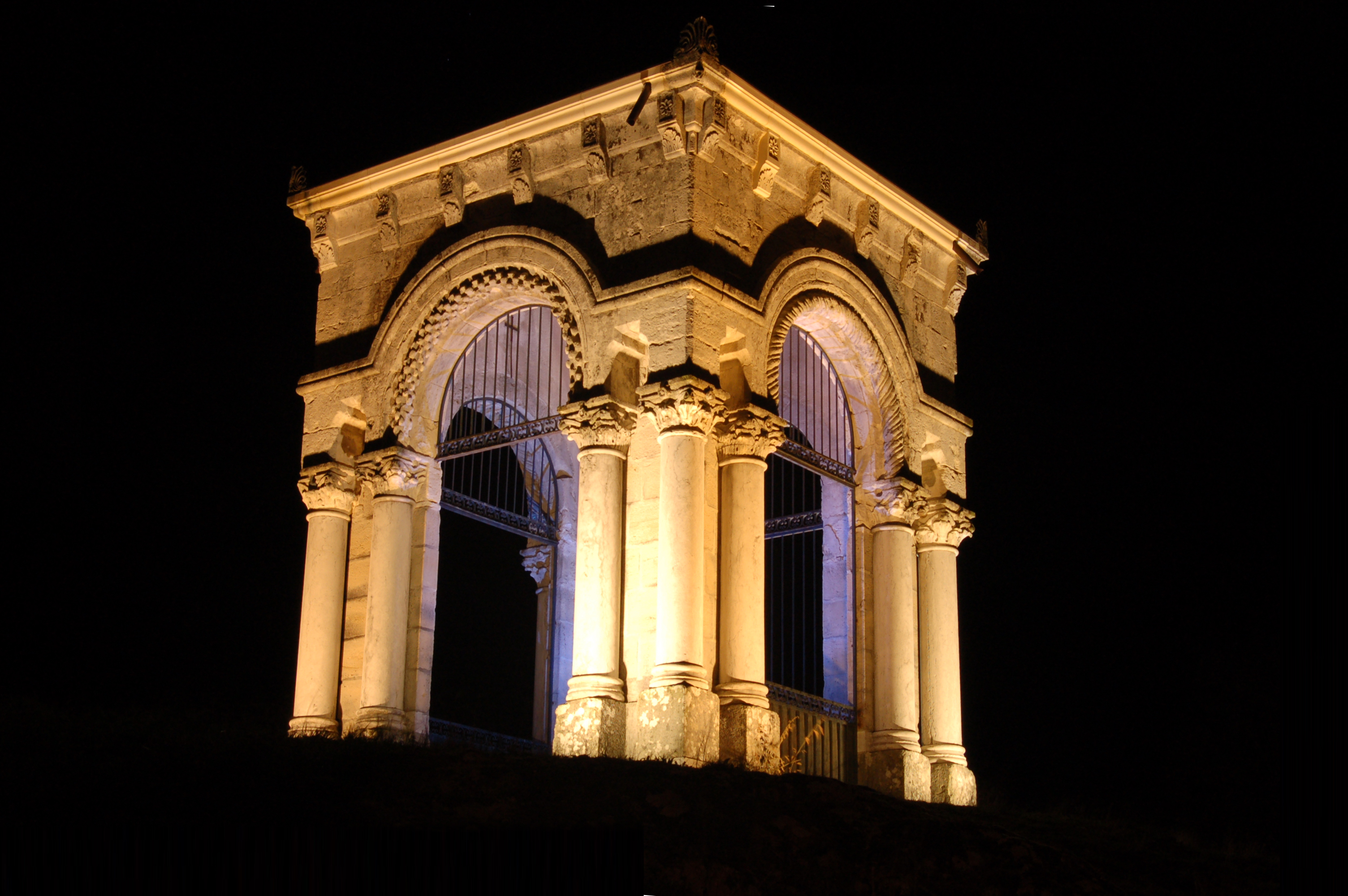
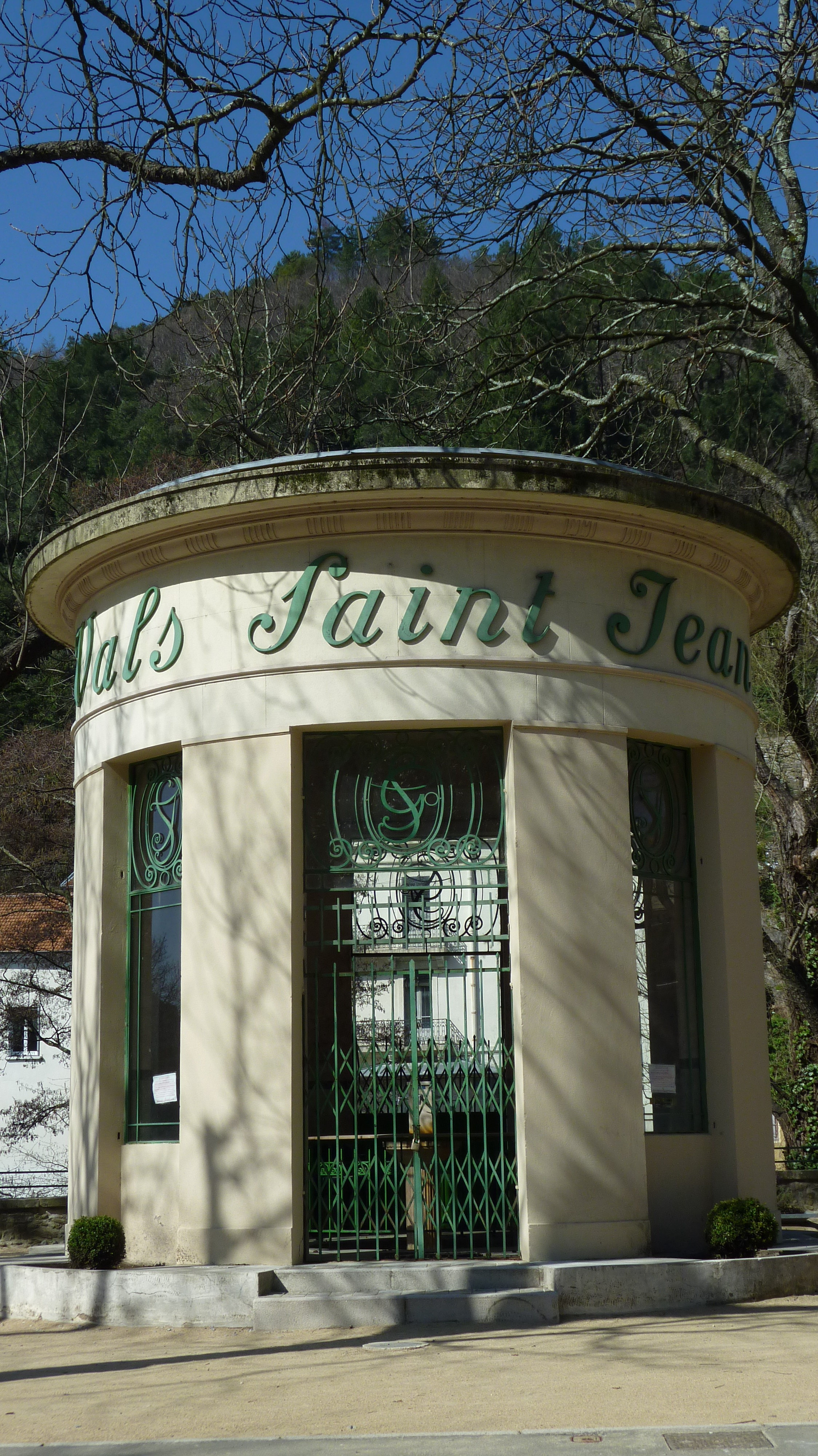
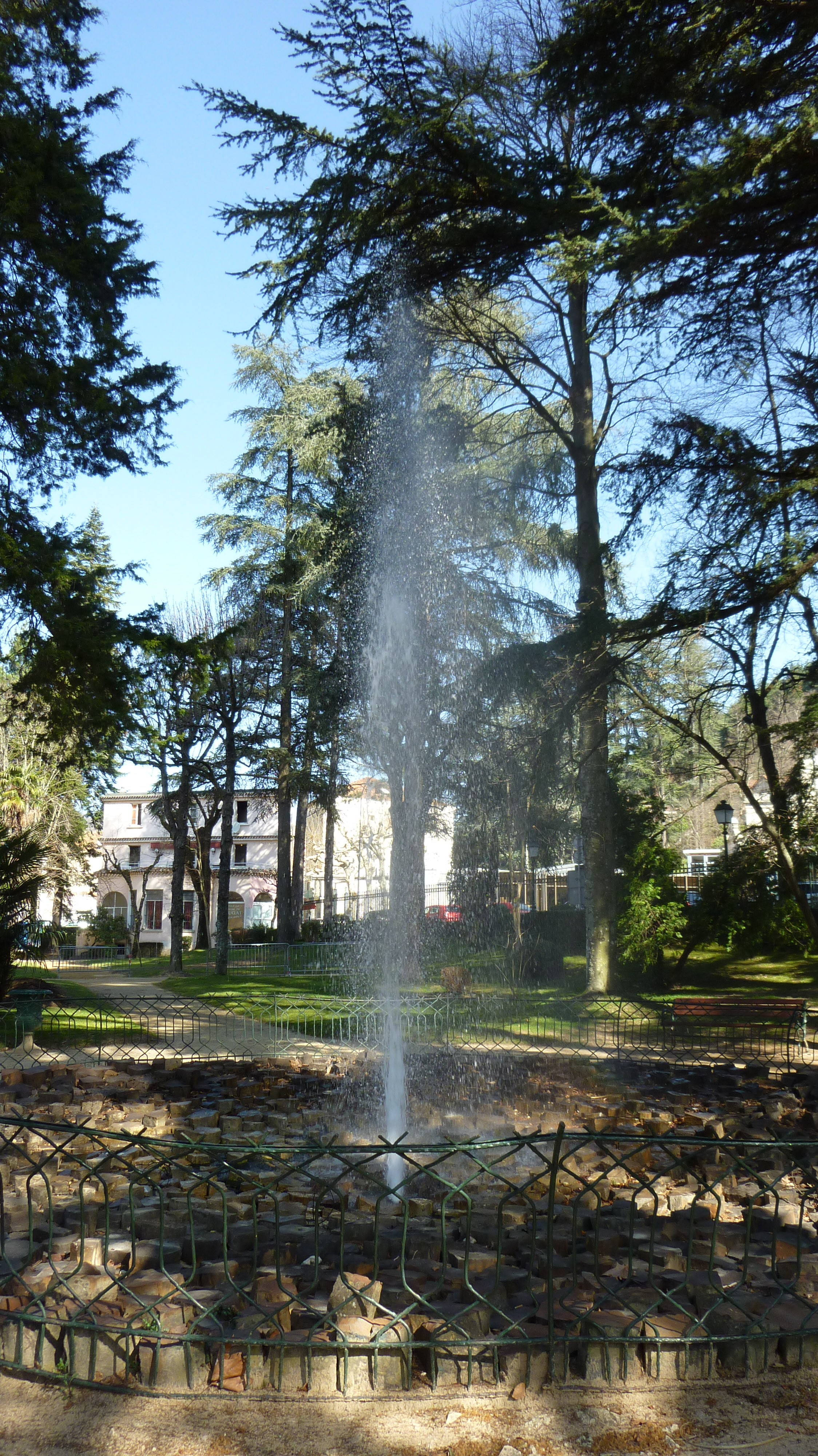